# Mitsu Tanaka
Mitsu Tanaka (田中 美津, Tanaka Mitsu) est une militante féministe et autrice japonaise née en 1943 ou en 1945 à Tokyo et morte le 7 août 2024, qui s'est fait connaître dans le cadre de la deuxième vague féministe au Japon, dans les années 1970.
En particulier, elle est à l'origine d'un pamphlet distribué en 1970 dans un rassemblement sous le titre Libération de l'Éros (Erosu Kaihō Sengen), qui est devenu l'un des principaux manifestes du mouvement.